# Molí del Pont Vell (Guardiola de Berguedà)
El Molí del Pont Vell és una obra de Guardiola de Berguedà (Berguedà) inclosa a l'Inventari del Patrimoni Arquitectònic de Catalunya.

## Descripció
Construcció de planta rectangular coberta a una sola vessant amb teula àrab i el carener paral·lel a la façana. Està estructurat en una sola planta d'alçada. El parament és de carreus de pedra irregulars sense treballar, de grans dimensions en la seva majoria i units amb morter. Està situat sobre d'una corrent d'aigua, així la seva part baixa dibuixa un arc escarser. Les obertures estan disposades de forma simètrica, totes elles arcs escarsers fets amb maó, idèntics entre ells, donant un aspecte molt homogeni al conjunt.

## Història
Documentat ja des del segle xviii, a finals del segle xix funcionava com a hostal i molí però en queda molt poca cosa de tot allò, tan sols la resclosa de pedra i al carcau. L'edifici fou adaptat com a central elèctrica a principis del segle xx.